# Pretendenți la tronul Țării Românești
Pretendenții la tronul Țării Românești au fost cel mai adesea boieri valahi care au întreprins acțiuni pentru dobândirea celei mai înalte dregătorii a statului de la sud de Carpați. După cum observa istoricul N. Iorga, țara nu a dus niciodată lipsă de persoane dispuse să-l înlocuiască pe domn. 